# Rachel Katznelson
Rachel Katznelson-Xazar (hebreu: רחל כצנלסון-שזר‎), també coneguda com a Rachel Xazar, (Babruisk, Belarús, 24 d'octubre de 1885 - Jerusalem, 11 d'agost de 1975) fou una escriptora, educadora i activista israeliana nascuda a Rússia. Fou primera dama d'Israel (1963-73) com a esposa de Zalman Xazar, tercer president d'Israel.

## Biografia
Nascuda com a Rachel Katznelson el 24 d'octubre de 1885 a la ciutat de Babruisk, aleshores a l'Imperi Rus i actualment a Belarús, en una família jueva tradicional. Amb 18 anys es va graduar amb honors a l'institut rus. Aquest fet li permetia accedir a la Universitat, que només estava oberta a un percentatge molt petit de jueus. Va ser acceptada la Universitat Estatal de Sant Petersburg per estudiar literatura i història. També va estudiar a l'Acadèmia d'Estudis Jueus de St. Petersburg, on va conèixer el seu marit Zalman Xazar —aleshores conegut com a Shneur Zalman Rubashov— amb qui va contraure matrimoni el 1920.
El 1912, Katznelson va emigrar a Palestina, aleshores part de l'Imperi Otomà i actualment Israel, i immediatament va participar en nombroses organitzacions sionistes, havent format part prèviament del moviment sionista socialista durant 1905 a la seva ciutat natal. El 1916, va ser elegida pel Primer Comitè Cultural del Moviment Socialista, juntament amb Berl Katznelson i Yitzhak Tabenkin (també natius de Babruisk), i va treballar amb ells per millorar l'educació dels obrers. Més tard va ser elegida com a membre del comitè cultural del partit Achdut Ha'avodah i, el 1924, del Histadrut.
Durant la seva vida, va participar activament amb el Histadrut i el partit Mapai. També ajudava el seu marit en les seves diverses obligacions públiques com a membre del Kenésset, ministre del govern, membre de l'executiva de l'Agència Jueva per la Terra d'Israel, i finalment president d'Israel des de 1963 fins al 1973.

### Família
Els seus germans eren Avraham Katznelson (un dels signants de la Declaració d'Independència d'Israel), Joseph Katznelson (company de Ze'ev Jabotinsky i un dels dos Caps d'Immigració Il·legal d'Irgun) i Reuben Katznelson (membre de la Legió jueva i sergent i company de Joseph Trumpeldor a la batalla de Gal·lípoli). Reuben Katznelson fou el pare de Shulamit Katznelson i de Shmuel Tamir.

## Premis
- El 1947, Katznelson-Xazar va rebre el Premi Brenner.[2]
- El 1958, va rebre el Premi Israel, en ciències socials.[2]
- El 1968, va rebre el Premi Yakir Yerushalayim.[cal citació]